# Kido Shirō

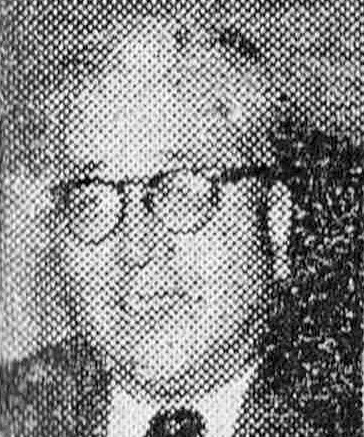
Kido Shirō 1952

Kido Shirō (japanisch 城戸 四郎; geboren 11. August 1894 in Tokio; gestorben 18. April 1977) war ein japanischer Filmproduzent.

## Leben und Wirken
Kido Shirō machte seinen Studienabschluss an der Universität Tokio und wurde dann vom Direktor des Filmunternehmens Shōchiku Ōtani Takejirō (1877–1969) adoptiert. 1924 wurde er Direktor des Filmstudios „Shochiku Kinema Kamata“ (松竹キネマ蒲田撮影所, Shōchiku kinema Kamata satsueisho).
Neue Regisseure wie Shimazu Yasujirō, Gosho Heinosuke, Ozu Yasujirō, Yoshimura Kōzaburō wurden beschäftigt, wobei der Schwerpunkt auf guten Drehbüchern mit optimistisch-menschlichen Inhalten lag. So entwickelte Shōchiku sich neben Nikkatsu mit Kleinbürgerkomödien und Frauenfilme zum größten Unternehmen der Branche. 1931 produzierte er „Madamu to nyōbō“ (マダムと女房) – „Madam und meine Frau“, den vollständigen ersten Tonfilm – „Talky-Filme“ (トーキー映画) – in Japan. 1936 wurde das Studio nach Ōfuna verlegt, wo weiterhin Melodramen für Frauen wie „Aizen katsura“ (愛染かつら) – „Liebesgefärbte Perücke“ (1938) lag. 1940 wurde er Präsident der „Nan’yō eiga kyōkai“ (南陽映画協会) und 1943 der „Dainippon eiga kyōkai“ (大日本映画協会). Das waren zwei Filmorganisationen, die die Produktion von Kriegsfilmen unterstützten.
Nach dem Zweiten Weltkrieg griff Kiso wieder auf den an Frauen orientierten Ofuna-Stil zurück mit Filmen wie „Kimi no na wa“ (君の名は) – „Wie heißt du?“ (1953) unter der Regie von Ōba Hideo (大庭 秀雄; 1910–1997) und „Nijūshi no hitomi“ (二十四の瞳) – „Vierundzwandig Augen“ (1952) unter der Regie von Kinoshita Keisuke.
1954 wurde Kido Präsident von Shōchiku und 1971 Aufsichtsratsvorsitzender.
1974 erhielt Kido den Kikuchi-Kan-Preis. Ab 1975 wird der „Kido-Preis“ (城戸賞) vergeben, um Drehbücher mit Potential zu entdecken.
Der derzeitige Präsident von Shōchiku, Sakamoto Jun’ichi (迫本 淳一, geb. 1953), ist Kidos Enkel.